# Амирантский жёлоб
Амирантский жёлоб (Амирантская котловина) — глубоководная котловина в северной части Маскаренского плато в западно-экваториальной части Индийского океана. Расположена вдоль западных подводных склонов Амирантских островов. Длина 700 км, ширина около 40 километров, глубины достигают 5273 метров. Отделён от Сомалийской котловины гористым валом.
Происхождение впадины неизвестно.